# Усть-Алданский улус
Усть-Алда́нский улу́с (райо́н) (якут. Уус-Алдан улууһа) — административно-территориальная единица (улус или район) и муниципальное образование (муниципальный район) в Республике Саха (Якутия) Российской Федерации.
Административный центр улуса — село Борогонцы.

## Герб Усть-Алданского улуса
Геральдическое описание герба гласит: 
В лазоревом поле на зелёном, завершённом золотом холме, справа золотая, окаймленная червленью, коновязь; слева серебряный конь, стоящий прямо и обернувшийся вправо. Во главе семь серебряных дугообразно расположенных якутских алмазов (фигуры в виде поставленных на угол квадратов, каждый из которых расторгнут на шесть частей: накрест и наподобие двух сходящихся по сторонам стропил).

## География
Площадь района — 18,3 тыс. км². Расположен в Центральной Якутии, невдалеке от Якутска. Граничит на востоке с Таттинским улусом, на юго-востоке — с Чурапчинским, на юге — с Мегино-Кангаласским, на западе — с Намским, на севере — с Кобяйским, на северо-востоке — с Томпонским районом.
Природные условия
Рельеф равнинный. Большая часть улуса расположена в пределах Центральноякутской низменности.
Наивысшая точка улуса — 579 м, на северо-востоке улуса между реками Байбакан и Тукулан. Самая низкая точка — 71 м, берег Алдана в его низовьях.
Средняя температура января −42 °C, июля +17…+18 °С. Осадков выпадает 200—250 мм в год.
Крупные реки — Лена, Алдан. Много озёр, крупнейшие из них — Мюрю, Онёр-Эбете или Кыыс Тыганы, Таргылджима.
Улус располагает месторождениями бурого угля, строительных материалов.

## История
Усть-Алданский улус образован 9 января 1930 года на землях борогонских якутов. Борогонцы — один из двух (наряду с кангаласцами) старших родоплеменных союзов якутов. По одной из версий, название борогон происходит от имени тюрко-монгольского племени борджигин, в котором родился Чингисхан.
Считается, что Борогонский улус сформировался к началу XIII века. В 1815 году из него выделился Дюпсинский улус. В нынешнем виде Усть-Алданский улус включает территории обоих улусов, а также часть Баягантайского улуса.
Русские казаки-землепроходцы, обосновавшиеся в Ленском остроге, построенном сперва на Соттинском берегу, на стыке земель борогонских, намских и мегинских якутов, — с целью объясачивания провели несколько актов устрашения местного населения. Так, непокорённая крепость оспекцев была сожжена со всеми обитателями количеством более трехсот человек. Такие рейды были проведены также против бетунцев — близкого к борогонцам рода. В этих условиях, не дождавшись помощи сильных родов, именитый предводитель борогонских якутов Легой-Тойон принял решение признать легитимность притязаний далёкого «Белого царя» и вошёл в историю как крупный политик, ловко использовавший казаков для низвержения своих противников и положивший начало взаимовыгодному сотрудничеству между русским и якутским народами.
18 сентября 1789 года состоялся приём императрицей Екатериной II головы Борогонского улуса Алексея (Сэсэн) Аржакова, который представил императрице «План о якутах с показанием казённой пользы и выгоднейших положениев для них». Обсуждение «Плана о якутах» на заседании Государственного Совета Российской Империи прошло 1 октября 1789 года.
Голова Борогонского улуса Иван Емельянович Мигалкин, видный общественно-политический деятель, был одним из основателей и бессменным председателем якутской Степной Думы, действовавшей в 1827—1837 гг.
В Тэбикском наслеге (ныне Оспёхский I наслег) родился Василий Васильевич Никифоров — Кюлюмнюр (1866—1928) — учёный, общественный деятель, предводитель якутской интеллигенции начала XX века, организатор политической организации «Союз якутов», один из зачинателей якутской литературы и театра. В 1918 году был избран председателем Якутской губернской земской управы, таким образом, он является первым избранным руководителем Якутии. Литературное и научное наследие В. Никифорова обширно. Многие его труды до сих пор не опубликованы, часть из них утеряна.
В Усть-Алданском улусе родились Герой Советского Союза Владимир Денисович Лонгинов и представленный к Герою Советского Союза — Герой России Михаил Михайлович Стрекаловский.
Из села Борогонцы вышел член-корреспондент Российской академии художеств, народный художник Якутии, живописец Артур Дмитриевич Васильев (родился в 1953 году).
В селе Борогонцы в семье сельского учителя В. Н. Мигалкина родились народный поэт Якутии Иван Васильевич Мигалкин (1954) и первый из якутов генеральный консул России Александр Васильевич Мигалкин (1958).

## Население
| 1970    | 1979    | 1989    | 2002    | 2009    | 2010    | 2011    | 2012    | 2013    |
| ------- | ------- | ------- | ------- | ------- | ------- | ------- | ------- | ------- |
| 19 501  | ↗20 101 | ↗21 389 | ↗22 372 | ↘20 881 | ↗22 155 | ↘22 128 | ↘21 554 | ↘21 152 |
| 2014    | 2015    | 2016    | 2017    | 2018    | 2019    | 2020    | 2021    | 2022    |
| ↘21 034 | ↘21 016 | ↘20 988 | ↘20 881 | ↘20 801 | ↘20 551 | ↘20 463 | ↗22 575 | ↘22 455 |
| 2023    |         |         |         |         |         |         |         |         |
| ↘22 249 |         |         |         |         |         |         |         |         |

### Национальный состав
Большая часть населения — якуты (98 %).

## Муниципально-территориальное устройство
Усть-Алданский улус (район), в рамках организации местного самоуправления, включает 21 муниципальное образование со статусом сельского поселения (наслег):
| №  | Муниципальное образование | Административный центр | Количество населённых пунктов | Население (чел.) | Площадь (км²) |
| -- | ------------------------- | ---------------------- | ----------------------------- | ---------------- | ------------- |
| 1  | Батагайский наслег        | село Хомустах          | 1                             | ↗475             | 778,82        |
| 2  | Баягантайский наслег      | село Танда             | 1                             | ↗554             | 984,84        |
| 3  | Берт-Усовский наслег      | село Сырдах            | 2                             | →708             | 257,65        |
| 4  | Борогонский наслег        | село Тумул             | 3                             | ↘928             | 483,83        |
| 5  | Бярийинский наслег        | село Бярийе            | 1                             | ↗242             | 1074,70       |
| 6  | Дюпсюнский наслег         | село Дюпся             | 3                             | ↗1306            | 638,47        |
| 7  | Курбусахский наслег       | село Ус-Кюёль          | 3                             | ↗973             | 999,62        |
| 8  | Легойский 2-й наслег      | село Тулуна            | 1                             | ↘573             | 526,54        |
| 9  | Легойский наслег          | село Кептени           | 3                             | ↗1440            | 424,61        |
| 10 | Мюрюнский наслег          | село Борогонцы         | 3                             | ↗5871            | 14,89         |
| 11 | Наяхинский наслег         | село Балыктах          | 1                             | ↗927             | 625,69        |
| 12 | Ольтёхский наслег         | село Бейдинга          | 2                             | ↘972             | 418,26        |
| 13 | Онёрский наслег           | село Эселях            | 1                             | ↘583             | 1525,86       |
| 14 | Оспёхский 1-й наслег      | село Усун-Кюёль        | 1                             | ↘570             | 117,09        |
| 15 | Оспёхский наслег          | село Дыгдал            | 1                             | ↘238             | 2315,65       |
| 16 | Суоттунский наслег        | село Огородтах         | 3                             | ↘1694            | 567,77        |
| 17 | Байагантайский 2-й наслег | село Тит-Ары           | 1                             | ↗282             | 672,90        |
| 18 | Тюляхский наслег          | село Кылайы            | 1                             | ↘454             | 3970,78       |
| 19 | Хоринский 1-й наслег      | село Чаранг            | 1                             | ↗663             |               |
| 20 | Хоринский наслег          | село Маягас            | 1                             | ↗600             | 183,25        |
| 21 | Чериктейский наслег       | село Чериктей          | 1                             | ↘462             | 1282,14       |

### Населённые пункты
В Усть-Алданском улусе 35 населённых пунктов.
| №  | Населённый пункт | Тип  | Население | Муниципальное образование |
| -- | ---------------- | ---- | --------- | ------------------------- |
| 1  | Арылах           | село | ↘337      | Ольтёхский наслег         |
| 2  | Ары-Тит          | село | ↘125      | Борогонский наслег        |
| 3  | Балаганнах       | село | ↘50       | Курбусахский наслег       |
| 4  | Балыктах         | село | ↗927      | Наяхинский наслег         |
| 5  | Бейдинга         | село | ↘631      | Ольтёхский наслег         |
| 6  | Борогонцы        | село | ↗6416     | Мюрюнский наслег          |
| 7  | Бяди             | село | ↗335      | Дюпсюнский наслег         |
| 8  | Бярийе           | село | ↗242      | Бярийинский наслег        |
| 9  | Далы             | село | ↘49       | Легойский наслег          |
| 10 | Дыгдал           | село | ↘238      | Оспёхский наслег          |
| 11 | Дюпся            | село | ↘1031     | Дюпсюнский наслег         |
| 12 | Кептени          | село | ↘1063     | Легойский наслег          |
| 13 | Кылайы           | село | ↘454      | Тюляхский наслег          |
| 14 | Маягас           | село | ↗600      | Хоринский наслег          |
| 15 | Мындаба          | село | ↗1031     | Мюрюнский наслег          |
| 16 | Огородтах        | село | ↘960      | Суоттунский наслег        |
| 17 | Окоемовка        | село | ↘209      | Курбусахский наслег       |
| 18 | Сасылыкан        | село | ↘108      | Суоттунский наслег        |
| 19 | Стойка           | село | ↗62       | Дюпсюнский наслег         |
| 20 | Сырдах           | село | ↘733      | Берт-Усовский наслег      |
| 21 | Танда            | село | ↗554      | Баягантайский наслег      |
| 22 | Тит-Ары          | село | ↗282      | Байагантайский 2-й наслег |
| 23 | Томтор           | село | ↘0        | Мюрюнский наслег          |
| 24 | Тулуна           | село | ↘573      | Легойский 2-й наслег      |
| 25 | Тумул            | село | ↘602      | Борогонский наслег        |
| 26 | Ус-Кюёль         | село | ↘740      | Курбусахский наслег       |
| 27 | Усун-Кюёль       | село | ↘570      | Оспёхский 1-й наслег      |
| 28 | Хомустах         | село | ↗475      | Батагайский наслег        |
| 29 | Хомустах         | село | ↘367      | Легойский наслег          |
| 30 | Хоногор          | село | ↘675      | Суоттунский наслег        |
| 31 | Чаранг           | село | ↗663      | Хоринский 1-й наслег      |
| 32 | Чериктей         | село | ↘462      | Чериктейский наслег       |
| 33 | Чиряпчи          | село | ↘1        | Берт-Усовский наслег      |
| 34 | Элясин           | село | ↘108      | Борогонский наслег        |
| 35 | Эселях           | село | ↘583      | Онёрский наслег           |

## Экономика
Ведущее место в экономике занимает сельское хозяйство. Главная его отрасль — животноводство (мясо-молочное скотоводство, мясное табунное коневодство, звероводство). Земли сельскохозяйственного назначения составляют 148,2 тыс. га. Возделываются картофель, овощи и зерновые. В улусе имеются совхозы, ассоциации, крестьянские хозяйства. Имеется мясо-молочный комбинат, предприятия местной промышленности.

## Культура и образование
На территории улуса находятся Ленский историко-архитектурный музей-заповедник «Дружба» (с. Арыы-Тиит, Борогонский наслег), Тандинский историко-революционный музей, Борогонский краеведческий музей.
Всеобщее признание в России получил народный ансамбль «Кэнчээри», основанный в 1972 году бессменным руководителем коллектива Василием Степановичем Парниковым. В 2015 году ансамблю было присвоено звание «Заслуженный коллектив народного творчества».
Дюпсюнская средняя школа имени И. Н. Жиркова, основанная в 1862 году, и Мюрюнская средняя школа № 1 имени Г. В. Егорова, основанная в 1872 году, являются одними из старейших учебных заведений Якутии.
Мюрюнская юношеская гимназия «Уолан» имени В. В. Алексеева относится к сети президентских школ Республики Саха (Якутия).
В улусе работает телестудия «Борогон-ТВ». Выпускается газета «Мүрү саһарҕата».